# Malovidy (Vracovice)
Malovidy je malá vesnice, část obce Vracovice v okrese Benešov. Nachází se asi 2 km na východ od Vracovic. Prochází zde silnice II/127. V roce 2009 zde bylo evidováno 46 adres. Osadou protéká Štěpánovský potok, který je levostranným přítokem řeky Sázavy. Malovidy leží v katastrálním území Vracovice o výměře 10,94 km².

## Historie
První písemná zmínka o vesnici pochází z roku 1318.